# Andy Dunlop
Andrew Dunlop (ur. 16 marca 1972 w Lenzie, Szkocja) – szkocki muzyk, gitarzysta prowadzący w szkockim kwartecie Travis, który założył na początku lat 90. wspólnie z wokalistą Francisem Healym, perkusistą Neilem Primrose’em i basistą Dougiem Payne’em.
Jest żonaty z Jo Monaghan. W grudniu 2005 roku urodził mu się syn, Dylan.